# 龙科拉
龙科拉（義大利語：Roncola），是意大利贝加莫省的一个市镇。总面积5平方公里，人口760人，人口密度152.0人/平方公里（2009年）。国家统计（ISTAT）代码为016185。